# Faisal da Arábia Saudita
Faisal bin Abdulaziz Al Saud (em árabe: فيصل بن عبدالعزيز آل سعود Fayṣal ibn ‘Abd al-‘Azīz Āl Su‘ūd),  (Riade, 14 de abril de 1906 — 25 de março de 1975) foi rei da Arábia Saudita de 1964 a 1975.

## Infância e Adolescência
Faisal bin Abdulaziz nasceu em Riade, em abril de 1906. Ele é o terceiro filho do ex-rei da Arábia Saudita, o rei Ibn Saud. Sua mãe era Tarfa bint Abdullah bin Abdullatif Al Sheikh, com quem Ibn Saud havia se casado em 1902 após a captura de Riade. Ela era da família Al ash-Sheikh, descendentes de Muhammad ibn Abd al-Wahhab. O avô materno de Faisal, Abdullah bin Abdullatif, foi um dos principais professores e conselheiros religiosos de Faisal.
A mãe de Faisal morreu em 1912, quando ele era muito jovem, e ele foi criado por seu avô materno, que lhe ensinou o Alcorão e os princípios do Islã, uma educação que deixaram um impacto sobre ele para o resto de sua vida.
Faisal tinha apenas uma irmã, Nurah. Ela foi casada com seu primo, Khalid bin Muhammad bin Abdul Rahman, filho de Muhammad bin Abdul Rahman.
Faisal foi criado em um ambiente em que a coragem foi extremamente valorizada e reforçada, ao contrário do que a maioria de seus meio-irmãos. Ele foi motivado por sua mãe para desenvolver os valores da liderança tribal.
Em 1919, o governo britânico convidou Ibn Saud para visitar Londres, no entanto, ele não pode ir, mas enviou o príncipe Faisal, que na época tinha 14 anos de idade, fazendo dele o primeiro da realeza saudita a visitar o país. Sua visita durou cinco meses, e ele reuniu-se com as autoridades britânicas. Durante o mesmo período, ele também visitou a França, mais uma vez sendo o primeiro da realeza saudita numa visita oficial ao pais.

## Biografia

### Príncipe
Como um dos filhos mais velhos do rei Ibn Saud, ao príncipe Faisal foram delegadas numerosas responsabilidades para consolidar o controle na Arábia Saudita. Em 1922, foi enviado para Hail e Asir com cerca de seis mil combatentes. Ele alcançou o controle completo sobre as regiões, no final de 1922.
Em 1925, o príncipe Faisal, no comando de um exército de fiéis sauditas, obteve uma vitória decisiva no Hejaz. A ele e ao príncipe Muhammad bin Abdulaziz foi dada a responsabilidade de liderar os Ikhwan. Em seguida, o príncipe Faisal foi nomeado vice-rei do Hejaz em 1926. Durante seu mandato em Hejaz, ele era visto frequentemente consultando os líderes locais.
Em 1930, o príncipe Faisal se tornou ministro das relações exteriores, cargo que manteve mesmo durante seu reinado. Durante esse período, o príncipe Faisal visitou a Europa diversas vezes, visitou países como a Polônia em 1932 e a Rússia em 1933.

### Príncipe herdeiro e primeiro-ministro

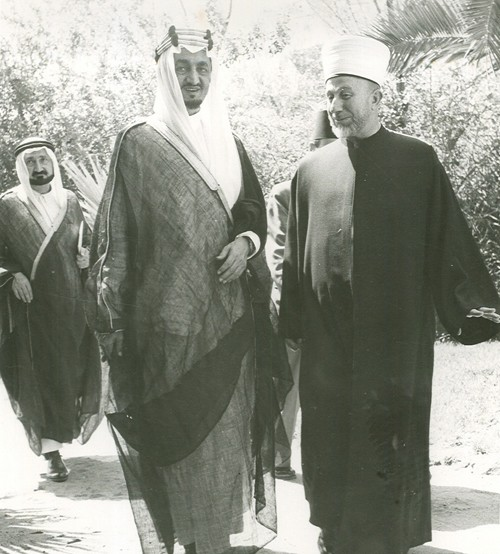
Faisal com Haj Amin al-Husseini

Após a coroação de seu irmão mais velho, o rei Saud em 1953, o príncipe Faisal foi nomeado príncipe herdeiro. Neste período Saud iniciou um programa generoso de gastos que incluiu a construção de uma suntuosa residência real na periferia da capital, Riade. Ele também enfrentou pressão do vizinho Egito, onde Gamal Abdel Nasser havia derrubado a monarquia em 1952. Nasser conseguiu cultivar um grupo de príncipes dissidentes liderados pelo príncipe Talal bin Abdulaziz Al Saud que desertaram para o Egito. Temendo que as políticas financeiras do rei Saud levariam o estado à beira do colapso e da sua inaptidão nas relações exteriores, altos membros da família real e os ulemás (liderança religiosa) pressionaram Saud para nomear Faisal para o cargo de primeiro-ministro, dando a Faisal amplos poderes executivos. Nesta nova posição, Faisal começou a cortar gastos drasticamente em um esforço para resgatar o tesouro do estado da falência. Esta política de prudência financeira viria a se tornar uma marca de sua época e lhe rendeu uma reputação de ser frugal entre a população.
A luta pelo poder se seguiu depois disso entre o rei Saud e o príncipe Faisal, e em 18 de dezembro de 1960, o príncipe Faisal renunciou ao cargo de primeiro-ministro, em protesto, argumentando que o rei Saud frustrou suas reformas financeiras. O rei Saud assumiu novamente seus poderes executivos e trouxe de volta o príncipe Talal que estava no Egito e o nomeou ministro da fazenda. Em 1962, no entanto, o príncipe Faisal reuniu apoio suficiente dentro da família real para retornar ao cargo de primeiro-ministro pela segunda vez.
Foi durante este período como chefe do governo saudita que o príncipe Faisal, embora ainda não o rei, estabeleceu a sua reputação como uma figura reformista e modernizadora. Ele introduziu a educação para mulheres e meninas, apesar da contestação de muitos conservadores religiosos. Para apaziguar os opositores, no entanto, ele permitiu que o currículo educacional para o sexo feminino fosse escrito e supervisionado por membros da liderança religiosa, uma política que perdurou por muito tempo depois de sua morte.
Em 1963, o príncipe Faisal estabeleceu primeira estação de televisão do país, embora as transmissões só começariam dois anos depois. Tal como acontece com muitas de suas outras políticas, o movimento despertou fortes objeções dos setores religiosos e conservadores do país. Faisal assegurou-lhes, que os princípios islâmicos de modéstia seriam rigorosamente observados e garantiu que as transmissões teriam uma grande quantidade de programação religiosa.
O príncipe Faisal ajudou a criar a Universidade Islâmica de Medina, em 1961. Em 1962, o príncipe Faisal ajudou a fundar a Liga Mundial Muçulmana, uma instituição de caridade que atua em todo o mundo, onde a família real já teria doado mais de um bilhão de dólares.

### Disputa com o rei Saud
No início de 1963, aproveitando-se da ausência do rei do país por motivos de saúde, Faisal começou acumular mais poder para si mesmo, removendo muitos dos partidários de Saud de seus cargos e nomeando-os como príncipes em posições militares e de segurança fundamentais, tal como o seu irmão o príncipe Abdallah, a quem deu o comando da guarda nacional em 1962. Após o retorno do rei Saud, príncipe Faisal exigiu que ele fosse feito regente e que o rei Saud seria reduzido a um papel meramente cerimonial. Neste momento ele tinha o apoio crucial do ulemás, incluindo uma Fatwa (édito religioso), emitida pelo grão-mufti da Arábia Saudita, um parente do príncipe Faisal do lado de sua mãe, pedindo que o rei Saud aceitasse as exigências de seu irmão. Em outras palavras, o príncipe Faisal foi apoiado pelo clero religioso, que era dirigido pelo Al Shaykh, descendentes de Muhammad ibn Abd al-Wahhab. Além disso, o príncipe Faisal usou autoridade por meio de apoio significativo Sudairi.
O rei Saud recusou e fez uma última tentativa de retomar o poder executivo, levando o príncipe Faisal a ordenar que a guarda nacional cercasse o palácio do rei Saud e com seus partidários em menor número e desarmados, o rei Saud então no dia 4 de março de 1964 cedeu e o príncipe Faisal foi nomeado regente. Foi convocada uma reunião dos anciãos da família real com os ulemás naquele mesmo ano e uma segunda fatwa foi decretado pelo grão-mufti, convocando rei Saud a abdicar do trono em favor de seu irmão. A família real apoiou a fatwa e imediatamente informaram o rei Saud da sua decisão. O rei Saud, agora despojado de todos os seus poderes, concordou e o príncipe Faisal foi proclamado rei em 2 de novembro de 1964. Pouco tempo depois, Saud bin Abdulaziz foi para o exílio na Grécia.

## Rei da Arábia Saudita
Em um discurso emocionado, logo depois que ele chegou ao poder em 2 de novembro de 1964, Faisal disse:
Rogo-vos irmãos, a olhar para mim como irmão e servo. 'Majestade' é reservado somente a Deus e 'trono' é o trono dos Céus e da Terra.
No entanto, foi seu pai, o rei Ibn Saud que nomeou títulos reais a familiares e seu filho, o rei Faisal expandiu regulamentos sobre títulos reais instituídos pelo serviço público saudita durante o seu reinado, atribuindo que todos os descendentes diretos do rei Ibn Saud devem ser referido como "Sua Alteza Real". A seus irmãos e alguns de seus tios deve ser referido como "Sua Alteza", e membros de outros ramos reconhecidos dos Sauds como "Sua Excelência", um título que eles compartilham com os plebeus que ocupavam altos cargos governamentais. Em 1967, o rei Faisal criou o cargo de segundo-primeiro-ministro e nomeou o príncipe Fahd para o cargo.

### Economia
Durante os primeiros anos após sua ascensão ao trono, Faisal continuou sua política conservadora de gastos com seus objetivos de equilibrar o orçamento do país e finalmente conseguiu, ajudado por um aumento na produção de petróleo.

### Modernização
No início de seu governo, emitiu um édito a todos os príncipes sauditas que mantivessem seus filhos em escolas no país, em vez de enviá-los ao exterior. Isso teve efeito sobre as famílias de classe alta que trouxeram seus filhos de volta para estudar no reino. O rei Faisal também introduziu sistema atual do país de regiões administrativas e lançou as bases para um sistema de bem-estar moderno. Em 1970, ele estabeleceu o ministério da justiça e inaugurou a primeiro "plano quinquenal" do país para o desenvolvimento econômico.

### Medidas contra golpes de Estado

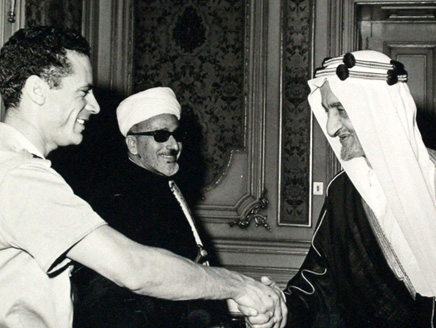
Rei Faisal com Muammar Gaddafi na década de 70

Nas décadas de 50 e 60, Faisal viu numerosos golpes de Estado na região. O golpe de Gaddafi, que derrubou a monarquia na Líbia, rica em petróleo em 1969 foi especialmente ameaçadora para a Arábia Saudita, devido à semelhança entre os dois países. Como resultado, o rei Faisal comprometeu-se a construir uma segurança sofisticada e reprimiu com firmeza a dissidência. Como em todos os assuntos, o rei Faisal justificou estas políticas em termos islâmicos. No início de seu reinado, quando confrontado pela necessidade de uma constituição escrita para o país, o rei Faisal respondeu que "nossa Constituição é o Alcorão". No verão de 1969, o rei Faisal ordenou a prisão de centenas de militares, incluindo alguns generais, alegando que um golpe militar estava sendo planejado. O golpe foi planejado principalmente por oficiais da Força Aérea e o objetivo era derrubar a monarquia e fundar um regime nasserista no país. As prisões foram possivelmente ajudadas pela inteligência norte-americana, mas nunca ficou realmente claro a seriedade da ameaça do golpe.

### Inclusão religiosa
Faisal demonstrava ter uma visão pluralista, cauteloso no clamor popular por reformas, inclusive fez repetidas tentativas de ampliar sua representação política. O rei Faisal reconheceu em seu país a diversidade religiosa e cultural, predominantemente xiita na Província Oriental e 'Asir, com afinidades tribais do Iémen, especialmente entre as tribos ismaelitas de Najrã e Jizã e o Reino de Hejaz, com sua capital Meca. Fez a inclusão dos não-uaabita, sunitas Hejazis de Meca e Jidá no governo saudita. No entanto, após seu reinado, a discriminação com base na seita, tribo, região e sexo tornou-se comum e permanece assim até os dias hoje.
Curiosamente, o papel e a autoridade do ulemás declinou após a ascensão do rei Faisal, embora eles o tenham ajudado a chegar ao trono em 1964. Apesar de sua relação biológica através de sua mãe com família Al Shaykh e seu apoio ao movimento pan-islâmico em sua luta contra o pan-arabismo, ele diminuiu o poder e a influência do ulemás.
Ao contrário de seu sucessor, o rei Faisal tentou garantir que os clérigos mais radicais não transmitissem poderosas mensagens religiosas para a sociedade. Ele tentou bloquear clérigos extremistas de ganhar domínio sobre as instituições religiosas fundamentais, tais como o conselho sênior da Ulema, maior grupo religioso do reino, e de subir a posições religiosas do alto escalão, como grão-mufti, um especialista sênior politicamente reconhecido e incumbido de manter todo sistema da lei islâmica. Ainda assim, pelo menos alguns dos conselheiros do rei advertiram logo no início que, uma vez que fanáticos religiosos fossem incentivados, eles iriam voltar para assombrar seu reino. O rei Faisal seguiu ignorando a oposição do ulemás a aspectos de suas tentativas de modernização acelerada, às vezes até em matéria considerado por eles como questões importantes.
A corrupção na família real foi levada muito a sério por um grupo religioso que teve a sua orientação básica nas faculdades teológicas islâmicas e que desafiou algumas das interpretações teológicas aceitas e adotadas pelo regime saudita. Uma figura influente foi Shaykh Bin Baz, então reitor da universidade de teologia Al Medina. O rei não tolerou sua crítica e o removeu de sua posição. Mas seus ensinamentos já haviam radicalizado alguns de seus alunos. Um deles era Juhayman al-Otaybi.

### Abolição da escravatura
A escravidão não desapareceu na Arábia Saudita até que o rei Faisal emitiu um decreto para a sua total abolição em 1962. Peter Hobday afirmou que cerca de 1.682 escravos foram libertados na época, a um custo para o governo de US$ 2 000 cada um. Especula-se que os Estados Unidos começaram a levantar a questão da escravidão após a reunião entre o rei Ibn Saud e presidente dos EUA, Franklin D. Roosevelt em 1945, e que John F. Kennedy finalmente convenceu a Casa de Saud a abolir a escravidão em 1962.

### Relações exteriores

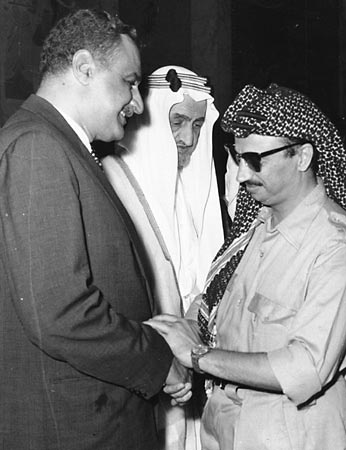
No Egito, o presidente Nasser com Yasser Arafat e o rei Faisal na cúpula árabe, em setembro de 1970

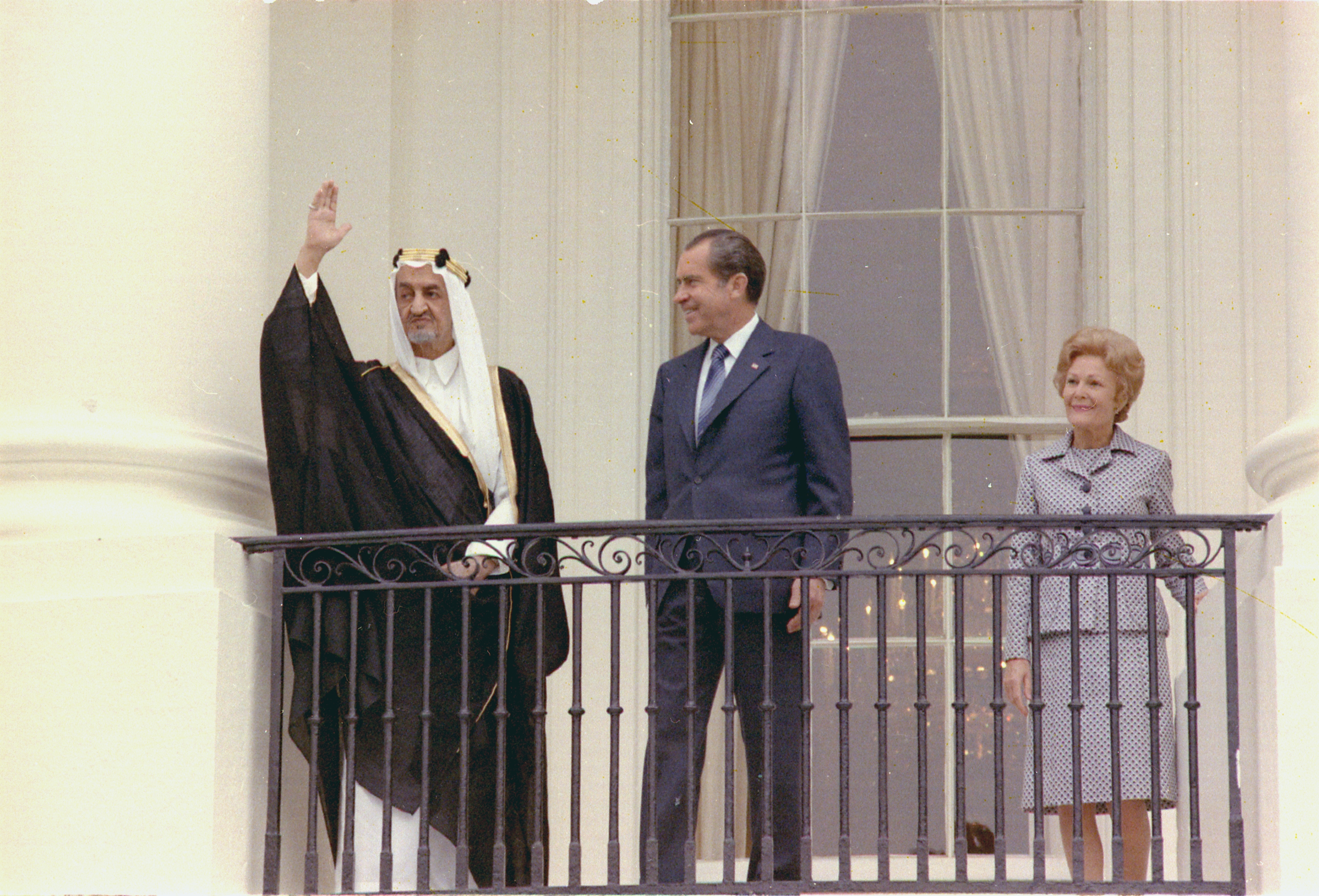
O rei Faisal, o presidente dos EUA Richard Nixon e sua esposa Pat Nixon, em 27 de maio de 1971

Como rei, Faisal continuou a estreitar aliança com os Estados Unidos iniciada por seu pai e contou com os EUA fortemente para armar e treinar as suas forças armadas. Faisal também era anticomunista, se recusando quaisquer laços políticos com a União Soviética e outros países do bloco comunista, afirmando ver uma incompatibilidade total entre o comunismo e o islamismo, e a associação do comunismo com sionismo, que ele também criticou fortemente. Ele manteve relações estreitas com as democracias ocidentais, incluindo o Reino Unido e em sua visita de Estado em 1967, ele presenteou a rainha Isabel II com um colar de diamantes.
Faisal também apoiou monarquista e movimentos conservadores no mundo árabe e procurou contrariar as influências do socialismo e do nacionalismo árabe na região, através da promoção pan-islamismo como uma alternativa. Para esse fim, ele pediu a criação da Liga Muçulmana Mundial, visitando vários países muçulmanos para defender a ideia. Envolveu-se numa guerra de propaganda na mídia com o presidente pan-arabista do Egito Gamal Abdel Nasser, e também numa disputa de apoio com o Egito na Guerra Civil do Iêmen do Norte, que durou até 1967. Faisal nunca repudiou explicitamente o pan-arabismo e continuou a defender a solidariedade inter-árabe em termos mais amplos.
Entre 23 e 25 setembro de 1969, o rei Faisal convocou uma conferência em Rabat, Marrocos, para discutir o ataque incendiário na Mesquita de Al-Aqsa, que ocorreu um mês antes. Os líderes dos 25 estados muçulmanos participaram da conferência e pediram para Israel desistir dos territórios conquistado em 1967. A conferência também criou a Organização para a Cooperação Islâmica que reiterou seu apoio aos palestinos.
Após a morte de Nasser em 1970, o rei Faisal se aproximou do novo presidente do Egito, Anwar Sadat que estava a planejando uma ruptura com a União Soviética por um movimento em direção pró-americano. Durante 1973, na Guerra do Yom Kipur, lançada por Sadat, o rei Faisal retirou o petróleo saudita dos mercados mundiais em protesto contra o apoio ocidental a Israel durante o conflito. Esta ação aumentou o preço do petróleo e foi a principal força por trás da crise energética de 1973. Era para ser o ato de definição da carreira do rei Faisal que ganhou o prestígio duradouro entre muitos árabes em todo o mundo. Em 1974, ele foi nomeado Homem do Ano da revista Time, e o resultado financeiro gerado pela crise alimentou o boom econômico que ocorreu na Arábia Saudita após sua morte. A nova receita do petróleo também permitiu a Faisal aumentar significativamente a ajuda e subsídios ao Egito, Síria e a OLP, que começaram após a Guerra dos Seis Dias. Existe uma crença geral na Arábia Saudita e no mundo árabe que o boicote de petróleo de 1973 foi a verdadeira causa da sua morte, por meio de uma conspiração ocidental, tendo seu assassino acabado de voltar dos Estados Unidos.

## Vida Pessoal
Faisal foi casado quatro vezes e três de suas cônjuges eram de famílias poderosas; Sudairi, Al Jiluwi e Al Thunayan.
Sua primeira esposa, que era a mãe de seu filho mais velho, o príncipe Abdullah, foi Sultana bint Ahmed Al Sudairi. Ela era da família Sudairi e irmã mais nova de Hassa bint Ahmed que era a mãe dos irmãos Sudairi.
Sua segunda e mais proeminente mulher era Iffat Al-Thuniyyan. Iffat nasceu e foi criada na Turquia, era uma descendente da família Al Saud, que foi levada para Istambul ou Cairo por forças egípcias em 1818. Eles se encontraram pela primeira vez em Istambul por volta de 1932, enquanto ele estava oficialmente visitando a Turquia. O príncipe Faisal levou Iffat para Jeddah, onde eles se casaram em 1932. Iffat é considerada a influência por trás de muitas das reformas do seu falecido marido, particularmente no que diz respeito às mulheres.
Sua terceira esposa foi Al Saud bin Jawhara bint Abdulaziz Al Saud Al Kabir e eles tiveram uma filha, Munira. Ela era a filha Nuora bint Abdul Rahman. Eles se casaram em outubro de 1935.
Sua quarta esposa, que é mãe do príncipe Khalid era Haya Bint Turki bin Abdulaziz Al Turki, que era membro do clã Al Jiluwi.
Os filhos de Faisal receberam educação excepcional em comparação com outros príncipes nascidos de monarcas sauditas. O príncipe Turki recebeu educação em escolas de prestígio em Nova Jersey, e mais tarde frequentou a Universidade de Georgetown, enquanto o príncipe Saud é um ex-aluno da Universidade de Princeton. Os filhos do rei Faisal sustentaram e continuam a ocupar cargos importantes dentro do governo saudita. Seu filho mais velho, o príncipe Abdullah, nasceu em 1922 e realizou algumas posições governamentais por um tempo.  O príncipe Khalid foi governador da região de Asir, no sudoeste da Arábia Saudita por mais de três décadas antes de se tornar governador da região de Meca em 2007. O príncipe Saud tem sido o ministro das relações exteriores saudita desde 1975. O príncipe Turki serviu como chefe da inteligência saudita, embaixador das Nações Unidas e mais tarde embaixador nos Estados Unidos.
Sua filha Haifa bint Faisal é casada com Bandar bin Sultan. Bandar havia sido rejeitado pelo seu pai, o príncipe Sultan, devido à sua linhagem inferior, mas Faisal, forçou o príncipe Sultan a reconhecer Bandar como um príncipe legítimo, dando a ele a mão de sua própria filha em casamento. Outra filha de Faisal, Lolowah bint Faisal é um ativista de destaque na educação das mulheres na Arábia Saudita. Em 1962 sua filha, a princesa Sara fundou uma das primeiras organizações de caridade da Arábia Saudita, Al Nahda, que ganhou o primeiro prêmio Chaillot para organizações de direitos humanos no Golfo em 2009. Uma de suas filhas e irmã do príncipe Khalid, a princesa Mishail, morreu aos 72 anos de idade em outubro de 2011.
Faisal era fluente em inglês e francês.

## Assassinato
Em 25 de março de 1975, Faisal foi baleado à queima-roupa e morto pelo filho de seu meio-irmão, Faisal bin Musaid, que tinha acabado de voltar dos Estados Unidos. O assassinato ocorreu em um Majlis (literalmente "um lugar para sentar"), um evento onde o soberano abre sua residência para que seus súditos possam entrar e apresentar uma petição.
Na sala de espera, o príncipe Musaid conversou com representantes do Kuwait que também estavam esperando para se encontrar com o rei Faisal. Quando o príncipe foi para abraçá-lo, o rei Faisal se inclinou para beijar seu sobrinho, de acordo com a cultura da Arábia Saudita e naquele instante, o príncipe Musaid sacou uma pistola e atirou. O primeiro tiro atingiu o queixo do rei Faisal e o segundo passou por sua orelha. Um guarda-costas feriu o príncipe Musaid com uma espada.
Faisal foi rapidamente levado para o hospital ainda com vida, mas faleceu pouco depois. Após o assassinato, Riade teve três dias de luto e todas as atividades do governo estavam suspensas.
Uma teoria para o assassinato era vingar a morte do príncipe Khaled bin Musaid, o irmão do príncipe Faisal bin Musaid. Faisal instituiu reformas modernas e seculares que levaram à instalação de emissoras de televisão, o que provocou protestos violentos, sendo que um deles foi liderado pelo príncipe Khaled, que durante um ataque a uma estação de televisão foi morto a tiros por um policial.
O príncipe Musaid foi capturado logo após o ataque e foi oficialmente declarado insano. Mas após o julgamento, uma equipe de peritos médicos sauditas decidiu que Musaid estava em plena consciência quando atirou no rei. O alto tribunal religioso do país condenou Musaid por regicídio a execução. Musaid foi decapitado em praça pública em Riade. A execução pública ocorreu em 18 de junho de 1975 às 4:30pm, três horas antes do pôr do sol, diante de uma multidão de pessoas no Al Hukm Palace ("Palácio da Justiça").
O corpo do rei Faisal foi enterrado no cemitério Al Oud em Riade no dia 26 de março de 1975. Seu sucessor, o rei Khalid, chorou sobre o corpo dele em seu funeral.

## Homenagens
- Após sua morte, a família de Faisal criou uma organização filantrópica, chamada Fundação Rei Faisal.
- Faisal foi elogiado pelo compositor Robert Hunter na faixa-título do álbum de 1975 Blues for Allah.[64]
- Em 2013, Alexei Vassiliev publicou uma biografia, King Faisal of Saudi Arabia: Personality, Faith and Times.[40]

### No Paquistão
- Lyallpur, a terceira maior cidade do Paquistão, foi rebatizada de Faisalabad ("Cidade de Faisal") em 1979, em sua homenagem.
- A mesquita Faisal, em Islamabad é uma homenagem ao Rei Faisal.
- A principal rodovia em Carachi foi rebatizada Shahrah-e-Faisal
- Um subúrbio próximo ao Aeroporto Internacional Jinnah em Carachi foi renomeado Shah Faisal Colony.
- Uma das duas principais bases da Força Aérea do Paquistão na província de Sind chamado de "Base Faisal" em homenagem ao rei Faisal.[65]